# Katie Leclerc

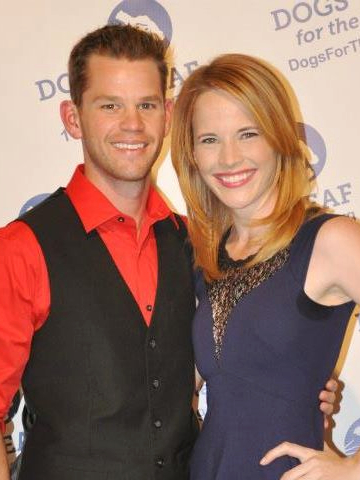
Katie Leclerc mit Ryan Lane beim Dogs for the Deaf benefit im April 2013.

Katie Lynn Leclerc (* 6. November 1986 in San Antonio, Texas) ist eine US-amerikanische Schauspielerin, die durch ihre Hauptrolle als Daphne Vasquez in der Fernsehserie Switched at Birth bekannt geworden ist.

## Leben und Karriere
Katie Leclerc wurde im November 1986 in San Antonio im US-Bundesstaat Texas geboren. Sie ist das jüngste von drei Geschwistern und in Lakewood, Colorado aufgewachsen. Sie ist schwerhörig; im Alter von 20 Jahren wurde bei ihr Morbus Menière, eine degenerative Erkrankung des Innenohrs, diagnostiziert. Ihr Vater und ihre ältere Schwester haben ebenfalls diese Krankheit.
Ihre Begeisterung für die Schauspielerei entdeckte Leclerc, als sie in der Grundschule die Hauptrolle im Stück Annie spielte. Nachdem sie dann mit ihrer Familie nach San Diego, Kalifornien, gezogen war, besuchte sie in ihrer Highschool, der Valley Center High, einen Theaterkurs. Erste Erfahrungen in der Branche konnte sie mit Werbespots für Pepsi, AT&T Wireless, Comcast und General Electric sammeln. Ihr Schauspieldebüt hatte sie 2005 mit einem Gastauftritt in der Serie Veronica Mars.
In den nachfolgenden fünf Jahren folgten weitere kleinere Rollen in Fernsehserien, wie Fashion House, The Riches und The Hard Times of RJ Berger. 2009 wirkte sie in den Filmen Music in My Heart, neben Billy Ray Cyrus, Heather Locklear und Olesya Rulin sowie in The Inner Circle mit. 2011 hatte sie in der beliebten CBS-Sitcom The Big Bang Theory eine Nebenrolle als Freundin von Rajesh Koothrappali, gespielt von Kunal Nayyar.
Der Durchbruch gelang Leclerc mit einer der Hauptrollen in der ABC-Family-Serie Switched at Birth. Darin spielt sie neben Vanessa Marano, Lea Thompson und Lucas Grabeel die Rolle der gehörlosen Daphne Vasquez, die kurz nach ihrer Geburt mit einem anderen Baby vertauscht wurde. Für diese Rolle war sie bei den Teen Choice Awards 2011 in der Kategorie Choice Breakout Star nominiert. 2013 übernahm sie neben Sherry Stringfield die Hauptrolle der Katie Lapp im Hallmark-Fernsehfilm Kannst Du mir vergeben? – Das Schicksal der Katie Lapp.
Im September 2014 heiratete Katie Leclerc ihren langjährigen Freund, einen Immobilienmakler.

## Filmografie (Auswahl)
- 2005: Veronica Mars (Fernsehserie, Episode 1x11)
- 2006: Fashion House (Fernsehserie, vier Episoden)
- 2008: The Riches (Fernsehserie, Episode 2x02)
- 2008: The Ex List (Fernsehserie, Episode 1x03)
- 2009: Music in My Heart (Flying By)
- 2009: The Inner Circle
- 2010: The Hard Times of RJ Berger (Fernsehserie, Episode 1x11)
- 2011, 2017: The Big Bang Theory (Fernsehserie, 2 Episoden)
- 2011–2017: Switched at Birth (Fernsehserie, 103 Episoden)
- 2012: Community (Fernsehserie, Episode 5x06)
- 2013: Kannst Du mir vergeben? – Das Schicksal der Katie Lapp (The Confession, Fernsehfilm)
- 2015: Cloudy with a Chance of Love
- 2015: The Reckoning
- 2016: Holiday Breakup
- 2017: Party Boat (Fernsehfilm)
- 2017: Psycho In-Law (Fernsehfilm)
- 2017: Confess (Fernsehserie, 7 Episoden)
- 2019: A Bride’s Revenge (Fernsehfilm)
- 2019: Round of Your Life
- 2019: Christmas a la Mode (Fernsehfilm)
- 2020: Navy CIS (NCIS, Fernsehserie, Episode 17x13)
- 2020: A Mother Knows Worst (Fernsehfilm)
- 2021: Blue Call
- 2021: A Cape Cod Christmas
- 2022: Sentinel
- 2023: Fantasy Island (Fernsehserie, Episode 2x12)
- 2023: Letters to Santa (Fernsehfilm)
- 2024: A Very Vermont Christmas (Fernsehfilm)